# マンガニン
マンガニン（英語:Manganin）は、電気抵抗線用の合金の商標であり、典型的には銅86%、マンガン12%、ニッケル2%からなる。この合金はエドワード・ウェストン（Edward Weston）によって開発された。
マンガニンは長期にわたって安定で、その抵抗率の温度係数は極めて小さいため、マンガニン・フォイルや導線は抵抗器、特に電流計用分流器に用いられる。
1901年から1990年にかけて、アメリカ合衆国では複数のマンガニン抵抗器はオームの法的標準とされていた。マンガニン線はまた、電気的接続が必要な箇所の間での熱伝導を最小限に抑えるため、低温の系における電導線として用いられる。
マンガニンはまた、歪み感度が低く、圧力感度が高いため、高圧衝撃波（たとえば、爆発物などによって生ずるもの）の研究において計測の基準として用いられる。